# American Honey
«American Honey» — второй сингл американской кантри-группы Lady Antebellum с их второго студийного альбома Need You Now, вышедший 11 января 2010 года. Авторами песни являются Кэри Барлоу, Хиллари Линдси и Шейн Стивенс.

## Информация о песне
Лирическая составляющая песни повествует о желании лирическтй героини сбежать от взрослых обязанностей и вернуться в детство.
Критические отзывы на песню, в основном, были негативными. Roughstock раскритиковал музыкальную аранжировку, где, по мнению критика, используются слишком громкая партия ударных инструментов. Издание Country Universe назвало вокал Хиллари Скотт в песне «посредственным» и «неинтересным». 9513 также негативно отозвался о громких ударных и вокале и отметил несостоятельность текста песни.

## Позиции в чартах
«American Honey» дебютировала на 47 месте в Billboard Hot Country Songs 2 января 2010 года. Сингл был продан в количестве 826000 копий.
| Чарт (2010)                         | Лучший результат |
| ----------------------------------- | ---------------- |
| Канада (Billboard Canadian Hot 100) | 50               |
| США (Billboard Hot 100)             | 25               |
| США (Billboard Hot Country Songs)   | 1                |